# Sans ton amour
Pour les articles homonymes, voir Because of You.
Pour plus de détails, voir Fiche technique et Distribution.
Sans ton amour (Because of You) est un film américain en noir et blanc de Joseph Pevney, sorti en 1952.

## Synopsis
Christine Carroll s'apprête à épouser son fiancé, Mike. Elle découvre, trop tard, qu'il est un gangster après qu'il a glissé des marchandises volées dans son sac à main à son insu. Jugée complice, elle va en prison. Grâce à la gentillesse du docteur Breen, le psychiatre de la prison, Christine devient aide-infirmière à l'infirmerie. À sa libération, elle obtient un emploi dans un hôpital, où elle tombe amoureuse du pilote de combat blessé Steve Kimberly, un architecte issu d'une bonne famille. Elle choisit de garder secret tout son passé. Le mariage a lieu. Christine et Steve sont heureux en ménage et ont bientôt une fille. 
Voici que son ancien fiancé, Mike, ressurgit dans sa vie. Récemment sorti de prison, il lui promet de laisser le passé derrière lui si Christine le conduit à la frontière mexicaine. Piégée, elle est contrainte d'accepter. Sur le trajet, Mike commet un vol à main armée ; il s'engage dans une course-poursuite en voiture avec la police. C'est l'accident : Mike est tué ; Christine et sa fille, qui se trouvaient dans l'auto, survivent. Fou de rage, Steve accuse Christine d'être une traînée, demande le divorce et obtient la garde exclusive de leur fille.

## Fiche technique
- Titre français : Sans ton amour
- Titre original : Because of You
- Réalisation : Joseph Pevney
- Scénario : Thelma Robinson (en) et Ketti Frings (en)
- Photographie : Russell Metty
- Montage : Virgil W. Vogel
- Musique : Frank Skinner
- Société de production et de distribution : Universal Pictures
- Pays de production : États-Unis
- Langue originale : anglais américain
- Format : noir et blanc — 35 mm — 1,37:1 — son : mono (Western Electric Recording)
- Genre : drame romantique, policier
- Durée : 95 min
- Dates de sortie :
  - États-Unis : 4 décembre 1952
  - France : 2 septembre 1955

## Distribution
- Loretta Young : Christine Carroll Kimberly
- Jeff Chandler : Steve Kimberly
- Alex Nicol : Mike Monroe
- Frances Dee : Susan Arnold
- Alexander Scourby : Dr Breen
- Lynne Roberts : Rosemary Balder
- Gayle Reed : Kim Kimberly
- Mae Clarke : Miss Peach
- Billy Wayne : George
- Morris Ankrum : Dr Travis